# Albert Rusnák (1974)
Albert Rusnák (Prešov, 14 januari 1974) is een Slowaaks voormalig voetballer die als aanvaller speelde. Tegenwoordig is hij hoofdtrainer, ook is hij een tijd scout geweest van het Engelse Manchester City FC. Op 2 december 1997 brak Rusnák zijn beide benen bij een auto-ongeluk die zijn carrière als voetballer beëindigde. Bij dit auto-ongeluk overleed Milan Čvirk, een teamgenoot bij MFK Kosiče. Zijn vader was de Tsjecho-Slowaakse international Albert Rusnák, zijn zoon Albert een Slowaaks international is en ook zijn oom Vladimír Rusnák heeft op het hoogste niveau in Tsjecho-Slowakije gevoetbald.

## Carrièrestatistieken
| Seizoen         | Club                | Land            | Competitie              | Competitie | Competitie | Beker | Beker | Internationaal | Internationaal | Overig | Overig | Totaal | Totaal |
| Seizoen         | Club                | Land            | Competitie              | Wed.       | Dlp.       | Wed.  | Dlp.  | Wed.           | Dlp.           | Wed.   | Dlp.   | Wed.   | Dlp.   |
| --------------- | ------------------- | --------------- | ----------------------- | ---------- | ---------- | ----- | ----- | -------------- | -------------- | ------ | ------ | ------ | ------ |
| 1992/93         | 1. FC Tatran Prešov | Slowakije       | Eerste klasse           | 23         | 0          | 0     | 0     | 0              | 0              | 0      | 0      | 23     | 0      |
| 1993/94         | 1. FC Tatran Prešov | Slowakije       | Corgoň liga             | 14         | 6          | 0     | 0     | 0              | 0              | 0      | 0      | 14     | 6      |
| 1993/94         | FC Petra Drnovice   | Tsjechië        | 1. česká fotbalová liga | 15         | 3          | 0     | 0     | 0              | 0              | 0      | 0      | 15     | 3      |
| 1994/95         | FC Petra Drnovice   | Tsjechië        | 1. česká fotbalová liga | 25         | 3          | 0     | 0     | 0              | 0              | 0      | 0      | 25     | 3      |
| 1995/96         | FC Petra Drnovice   | Tsjechië        | 1. česká fotbalová liga | 22         | 1          | 0     | 0     | 0              | 0              | 0      | 0      | 22     | 1      |
| 1996/97         | MFK Košice          | Slowakije       | Corgoň liga             | 28         | 6          | 0     | 0     | 2              | 0              | 0      | 0      | 30     | 6      |
| 1997/98         | MFK Košice          | Slowakije       | Corgoň liga             | 9          | 1          | 0     | 0     | 6              | 0              | 0      | 0      | 15     | 1      |
| Carrière totaal | Carrière totaal     | Carrière totaal | Carrière totaal         | 136        | 20         | 0     | 0     | 8              | 0              | 0      | 0      | 144    | 20     |